# Ґолюбкі
Ґолюбкі (пол. Golubki, нім. Gollubien) — село в Польщі, у гміні Ковале-Олецьке Олецького повіту Вармінсько-Мазурського воєводства.
Населення — 249 осіб (2011).
У 1975-1998 роках село належало до Сувальського воєводства.

## Демографія
Демографічна структура станом на 31 березня 2011 року:
|          | Загалом | Допрацездатний вік | Працездатний вік | Постпрацездатний вік |
| -------- | ------- | ------------------ | ---------------- | -------------------- |
| Чоловіки | 127     | 24                 | 86               | 17                   |
| Жінки    | 122     | 24                 | 66               | 32                   |
| Разом    | 249     | 48                 | 152              | 49                   |